# Ublo
Ublo település Csehországban, a Zlíni járásban. Ublo Vizovice, Lutonina, Jasenná, Bratřejov és Pozděchov településekkel határos. Lakosainak száma 292 fő (2024. január 1.).

## Népesség
A település lakosságának változását az alábbi diagram mutatja:
| Lakosok száma | 323  | 373  | 469  | 361  | 281  | 255  | 291  | 301  | 299  | 292  |
|               | 1869 | 1890 | 1921 | 1950 | 1980 | 2001 | 2017 | 2019 | 2022 | 2024 |